# Drahtseilbahn auf den Leopoldsberg
| Gesamtansicht der Standseilbahn (1873/74)                                                                         |          |                          |                          |
| Streckenlänge: | 0,725 km |                          |                          |
| Spurweite: | 1895 mm  |                          |                          |
| Maximale Neigung:                                                                                                 | 340 ‰    |                          |                          |
| |          |                          |                          |
| \| \| 0,000 \| Bergstation Leopoldsberg \| Bergstation Leopoldsberg \| \| \| 0,725 \| Talstation \| Talstation \| |          |                          |                          |
| Haltepunkt / Haltestelle Streckenanfang (Strecke außer Betrieb)                                                   | 0,000    | Bergstation Leopoldsberg | Bergstation Leopoldsberg |
| Haltepunkt / Haltestelle Streckenende (Strecke außer Betrieb)                                                     | 0,725    | Talstation               | Talstation               |

Die Drahtseilbahn auf den Leopoldsberg war eine Standseilbahn auf den Leopoldsberg in Wien. Sie existierte lediglich von 1873 bis 1876.

## Geschichte
Zur Wiener Weltausstellung 1873 wurde, sozusagen als Rahmenprogramm, die Erschließung der Wiener Hausberge Kahlenberg und Leopoldsberg durch Bergbahnen geplant. Während ersterer durch die konkurrenzierende Kahlenberg-Zahnradbahn erschlossen wurde, plante man den Leopoldsberg vom Donautal mittels einer Standseilbahn zu erschließen. Die Konzession für die als technisches Neuland zu sehende und in zeitgenössischen Medien als Drahtseilbahn bezeichnete Anlage (bisher existierte auf dem Gebiet der Donaumonarchie lediglich die Budavari Siklo in Budapest) wurde am 16. Juni 1872 der zur Union-Baugesellschaft gehörenden Österreichischen Bergbahn-Gesellschaft auf 30 Jahre Dauer erteilt.
Parallel zum Bau der Bahn errichtete die Gesellschaft das Hotel auf dem Kahlenberg als weiteren Anziehungspunkt und plante die Errichtung einer Villenkolonie. Die Leitung des Bahnbaues hatte der damals erst 22-jährige Ingenieur Gustav Lindenthal inne. Die Bauarbeiten für die sorgfältig ausgeführte Anlage dauerten allerdings länger als geplant, so dass die Bahn erst am 26. Juli 1873 eröffnet werden konnte. Viele Besucher der Weltausstellung besichtigten bereits die Baustelle der Bergbahn. Zur guten Erreichbarkeit wurden eine eigene Bahnstation an der Franz Josefs-Bahn sowie eine Schiffsanlegestelle für die Lokaldampfer der DDSG errichtet. Trotz der verspäteten Eröffnung konnten im ersten Betriebsjahr bis zum Saisonende am 27. November 1873 rund 300.000 Fahrgäste befördert werden.
Die Wiener Bevölkerung stand der Bahn allerdings eher reserviert gegenüber und sah die Konstruktion der Standseilbahn als abenteuerlich bzw. sogar gefährlich an. Aufgrund des beim Anfahren spürbaren Zuckens lautete der Spitzname der Bergbahn auch „Zuckerlbahn“. Die Bahn war für die damals stolze Beförderungsleistung von 3000 Personen pro Stunde ausgelegt, erreichte diesen Wert jedoch niemals. Die höchste Beförderungsleistung betrug 21 Fahrten am Tag im Eröffnungsjahr 1873, sank danach auf ca. 16 Fahrten ab.

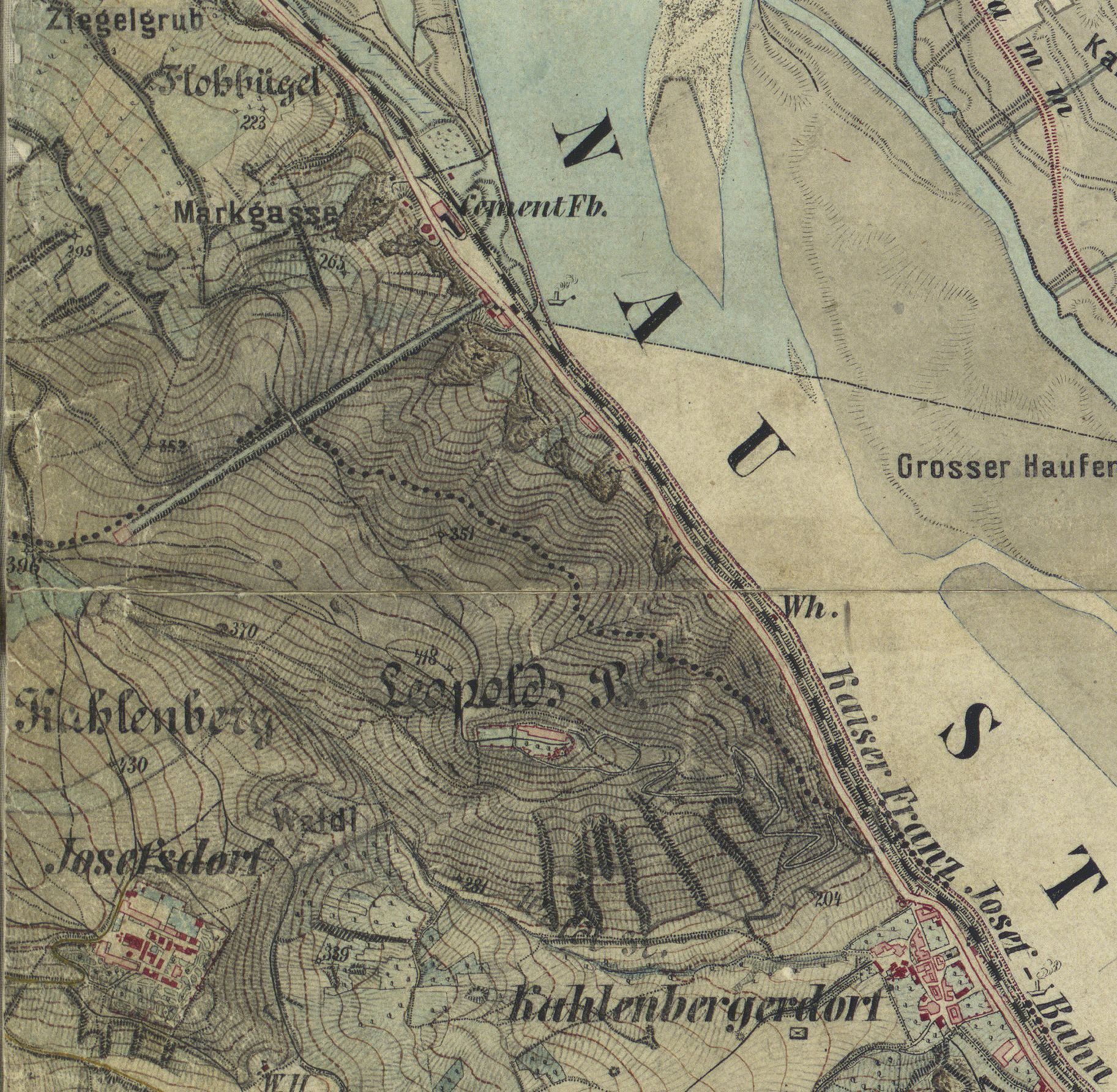
Trasse auf der Karte der Landesaufnahme 1872

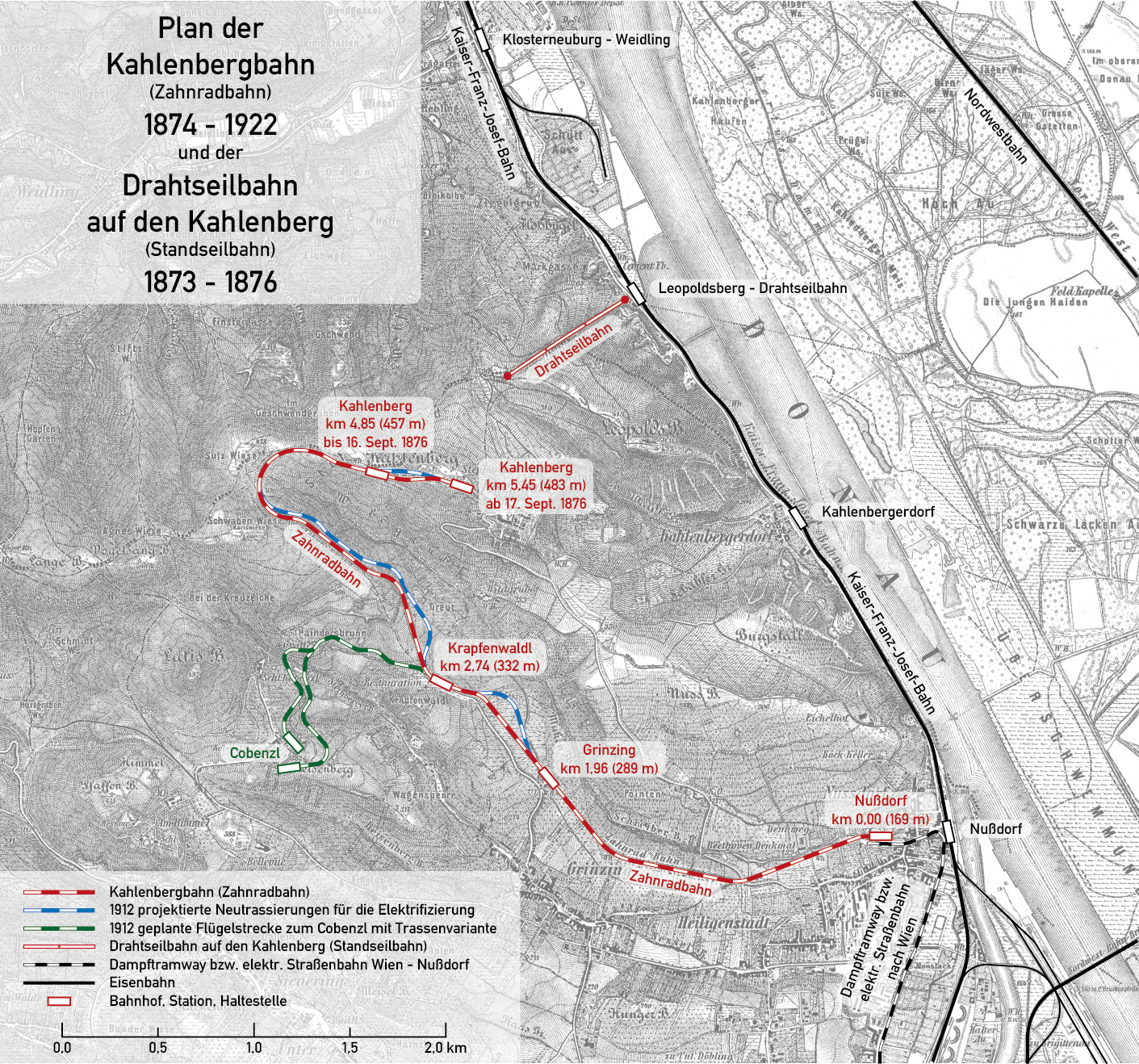
Plan der Zahnradbahn und der Drahtseilbahn auf den Kahlenberg bei Wien

Ab 1874 übte die Kahlenbergbahn eine starke Konkurrenz zur Drahtseilbahn aus, so dass ein spürbarer Fahrgastschwund registriert wurde. Im Betriebsjahr 1875 musste bereits ein Verlust von über 500.000 Gulden verzeichnet werden, im Folgejahr legte ein Erdrutsch den Betrieb lahm. Am 28. April 1876 beschloss die Generalversammlung der Bergbahn-Gesellschaft den Verkauf von Bahn und Hotel an die konkurrierende Kahlenbergbahn AG. Diese übernahm das Hotel, verkaufte die Anlagen der Standseilbahn an die Brigittenauer Maschinenfabrik Schimmelbusch zum Abbruch und hatte nun freien Zugang zum Kahlenberg-Gipfel, wo sie 1887 aus den Ziegelsteinen der ehemaligen Bergstation die Stephaniewarte errichten ließ. Insgesamt stand die Drahtseilbahn an lediglich 493 Tagen in Betrieb.
Als Überbleibsel blieb das Gebäude der Talstation als Weingut „Donauwarte“ bis zur Straßenverbreiterung 1973 erhalten. Die ehemalige Trasse der Bahn ist heute zugewachsen und verstürzt, jedoch im Gelände erkennbar. Im Bezirksmuseum Döbling befindet sich eine originale Seilrolle aus Holz.

## Technik
Die Bahn hatte eine Spurweite von 1895 mm und eine Länge von 733 Metern, der Höhenunterschied betrug 235 m bei einer durchschnittlichen Steigung von 34 %. Die Strecke besaß zwei leichte Krümmungen im Radius von 2000 Metern. Ungefähr in Bahnmitte befand sich die eiserne Bründlwegbrücke über der Trasse. Die durchschnittliche Fahrzeit betrug 5 Minuten.
Die Bergstation befand sich in der Nähe der Elisabethwiese an der Einsattelung zwischen Leopoldsberg und Kahlenberg, die beiden Gipfel waren über Fußwege bzw. per Pferdekutsche erreichbar. Hier war die 250 PS starke Zweizylinder-Hochdruck-Dampfmaschine des Herstellers Georg Sigl zum Antrieb der beiden 6,9 Meter durchmessenden Seiltrommeln aufgestellt. Das Kesselhaus mit sechs zur Dampferzeugung dienenden Lokomobilen befand sich ein Stück abseits der Bergstation. Der Durchmesser des von Felten & Guilleaume gelieferten Zugseils betrug 53 mm, das Metergewicht 9,45 Kilogramm. Es lief auf hölzernen Rollen, die wiederum auf hölzernen Längsschwellen befestigt waren. Die Bahn arbeitete als Pendelbahn, so dass der zu Tal fahrende Wagen mit seinem Gewicht den zu Berg fahrenden mithalf hinauf zu ziehen. Die beiden doppelstöckigen Wagen mit zwei Wagenklassen und Platz für insgesamt 100 Fahrgäste lieferte die Hernalser Waggonfabrik. Für den Transport von Kohle und Wasser zur Bergstation war zusätzlich je ein Tender mit 6,7 Tonnen Nutzlast vorhanden.

## Bilder

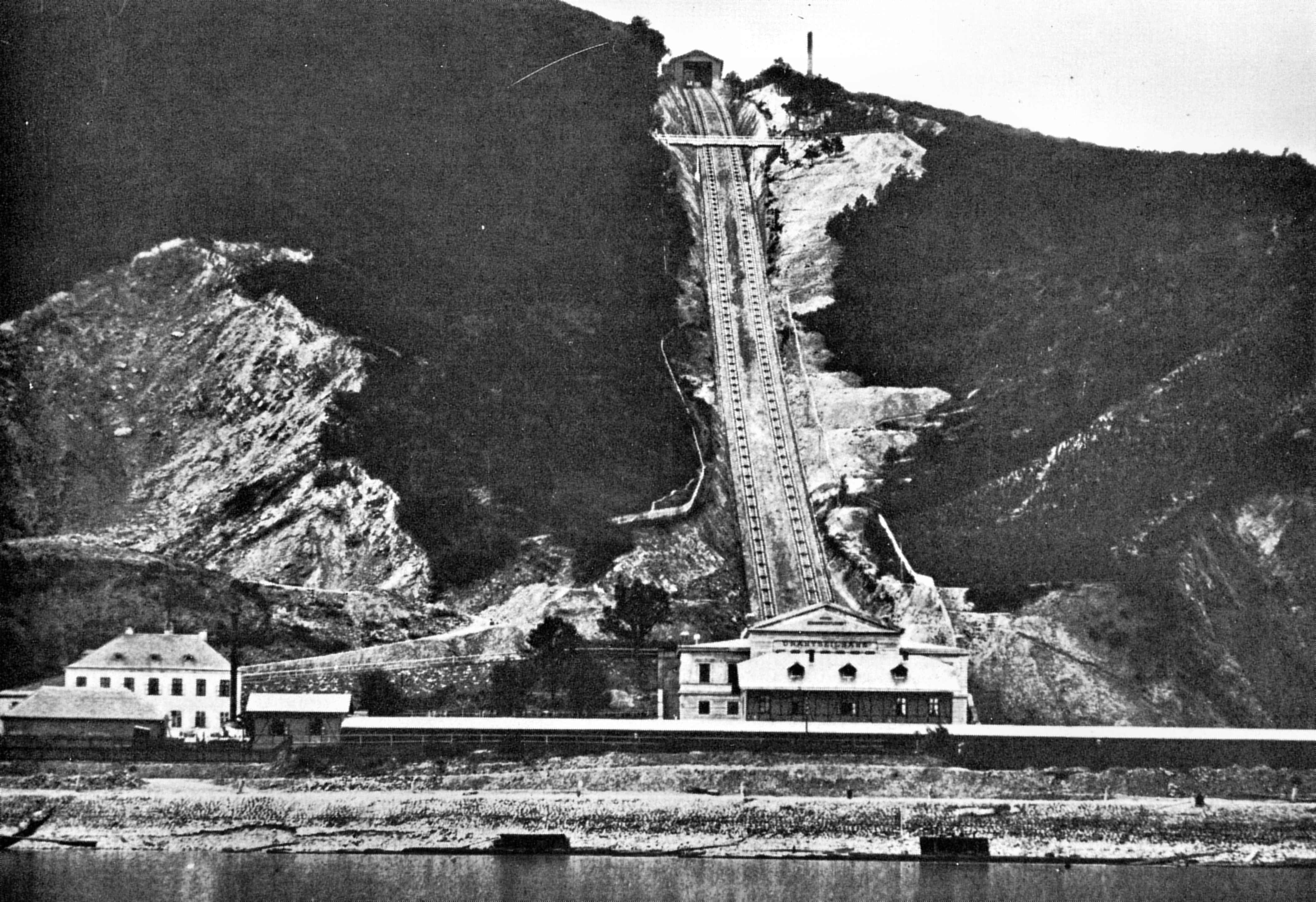
Gesamtansicht (1873)
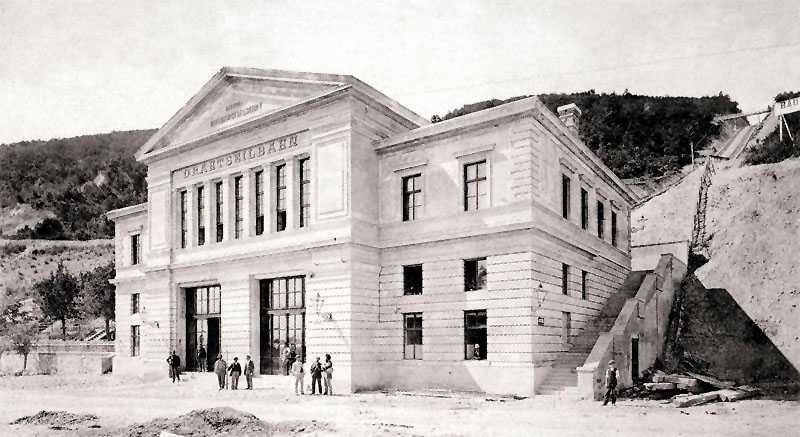
Gebäude der Talstation (1873)
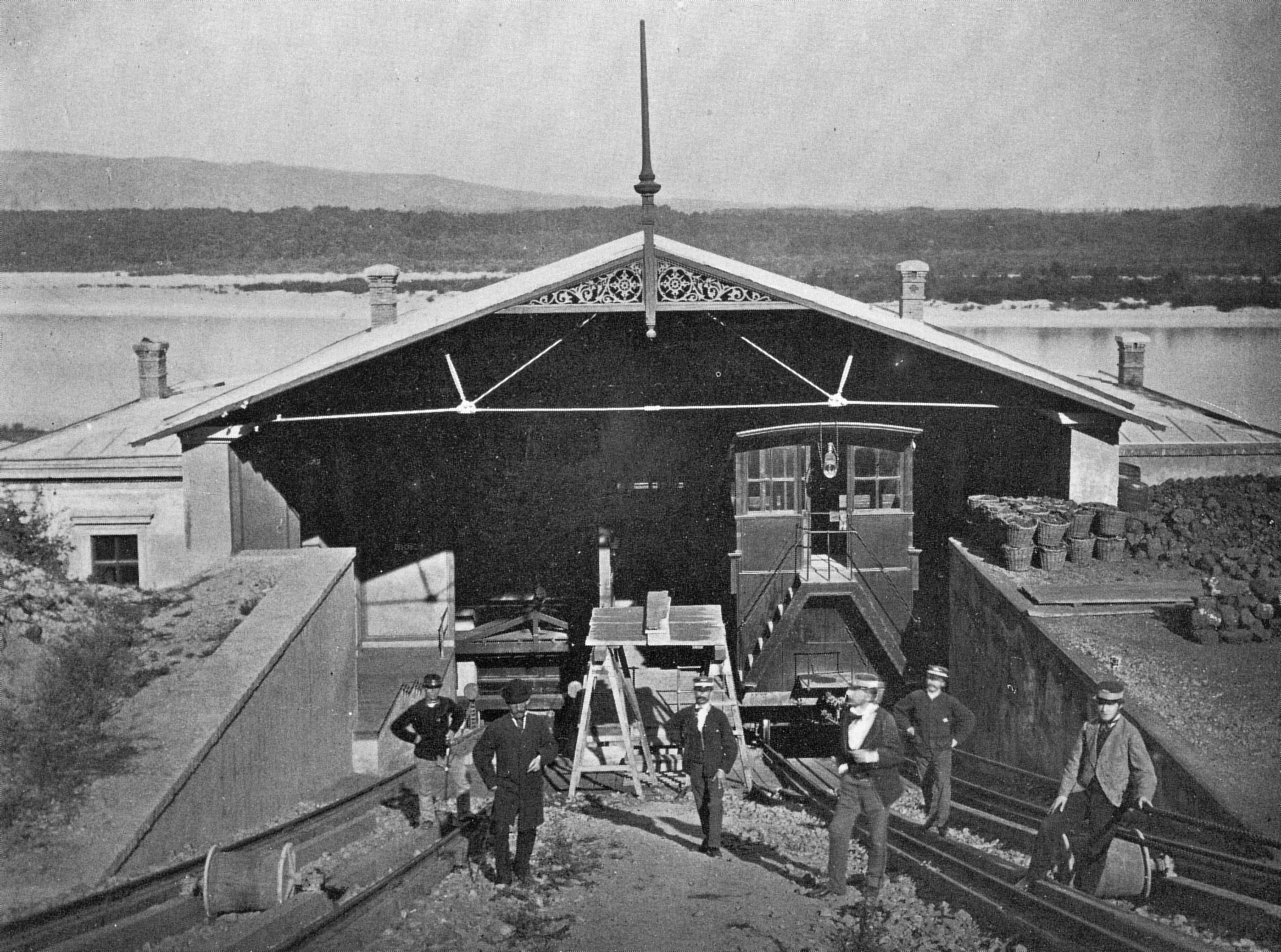
Talstation mit Kohle-Verladerampe rechts (1873)
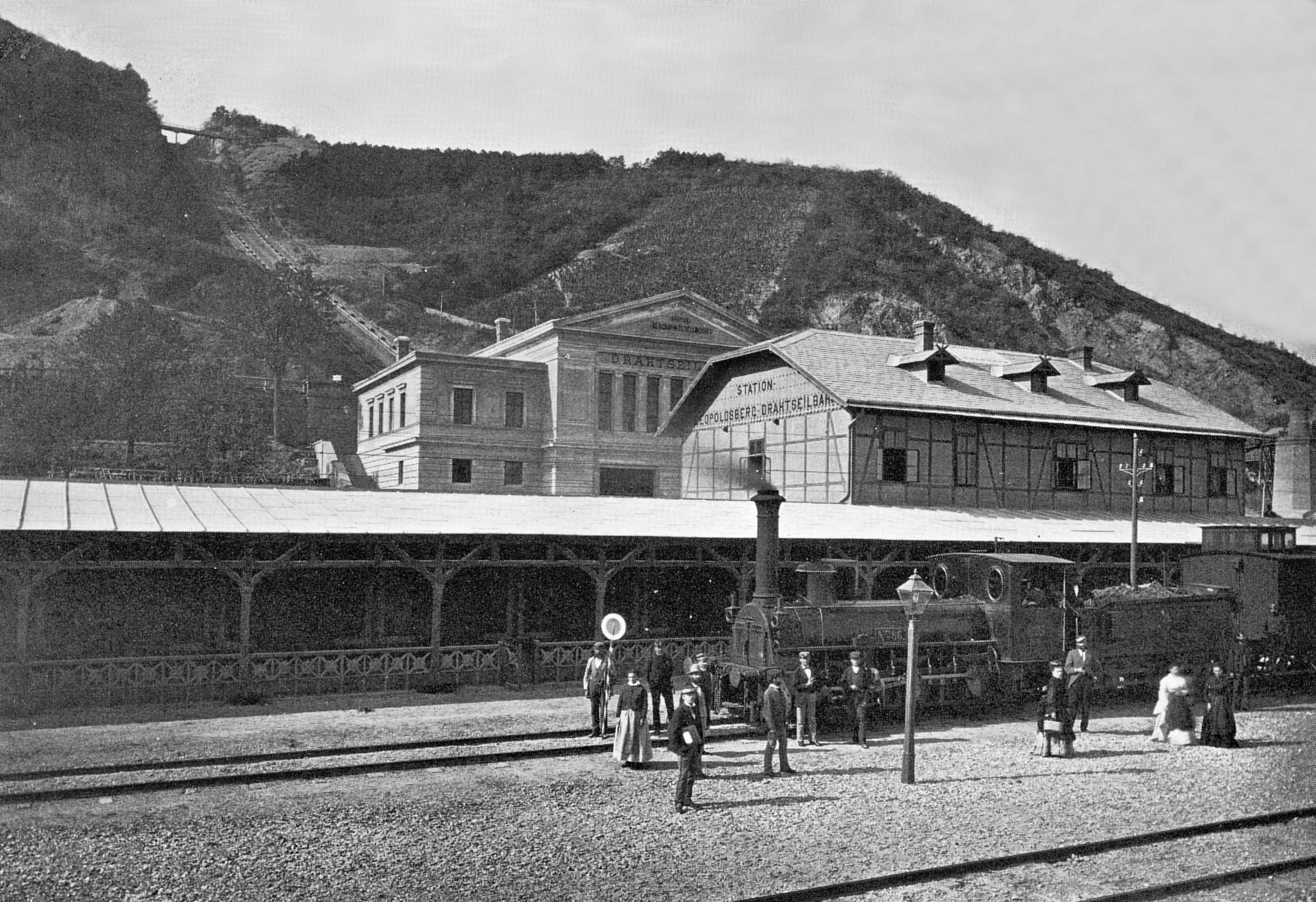
Talstation mit Bahnstation (1873)
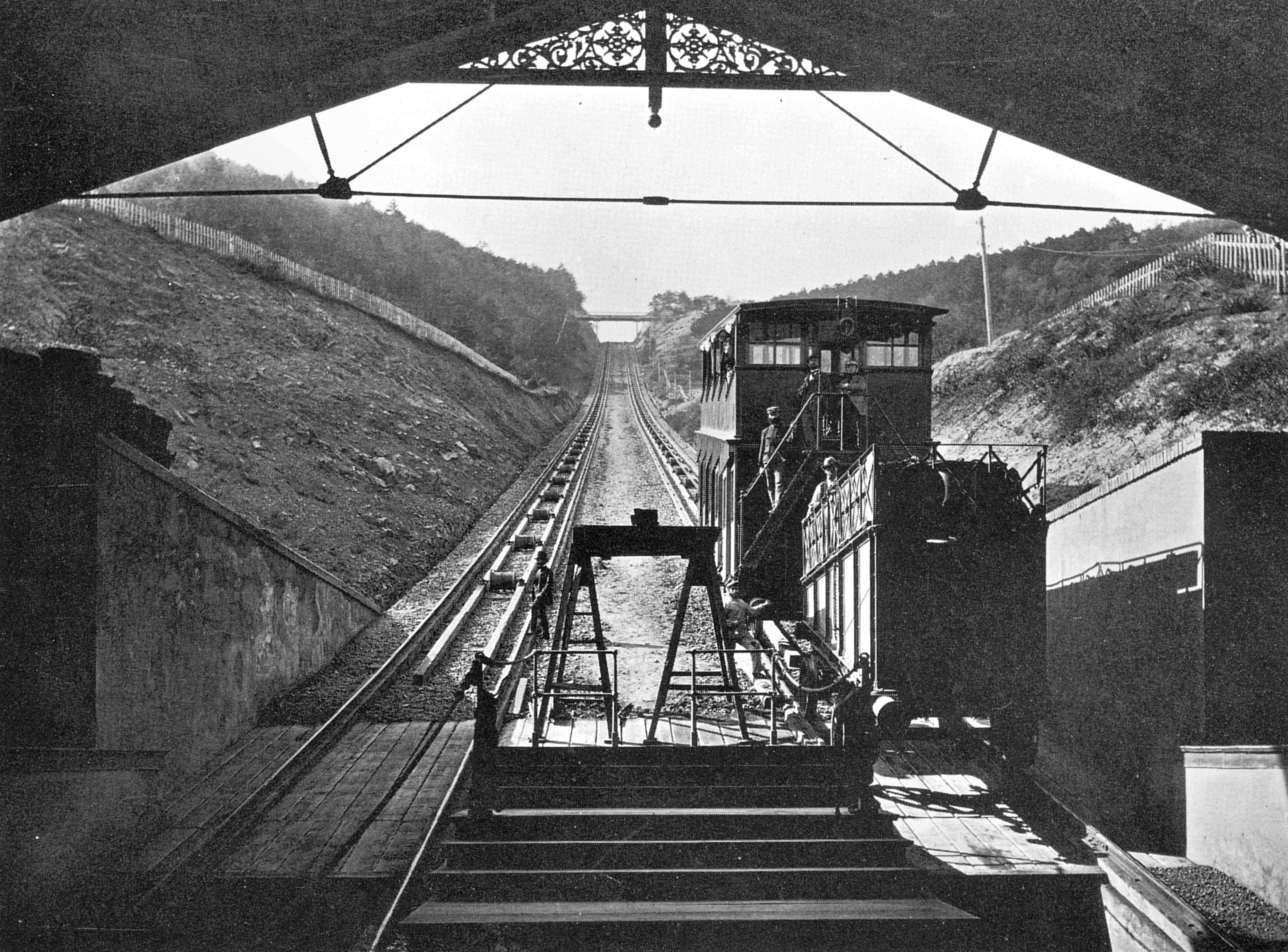
Seilbahnwagen mit Tender in der Talstation (1873)
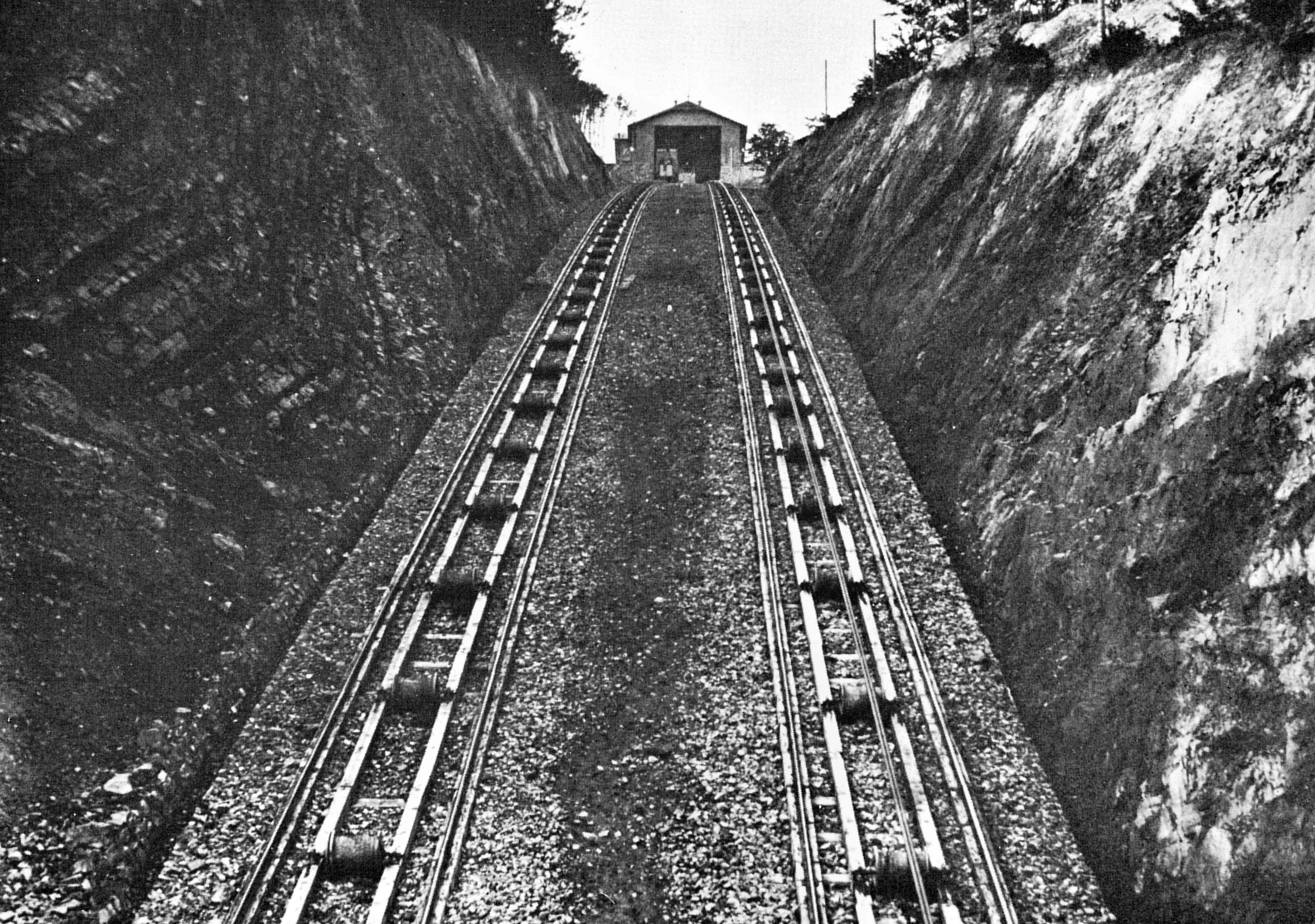
Trasse vor der Bergstation (1873)
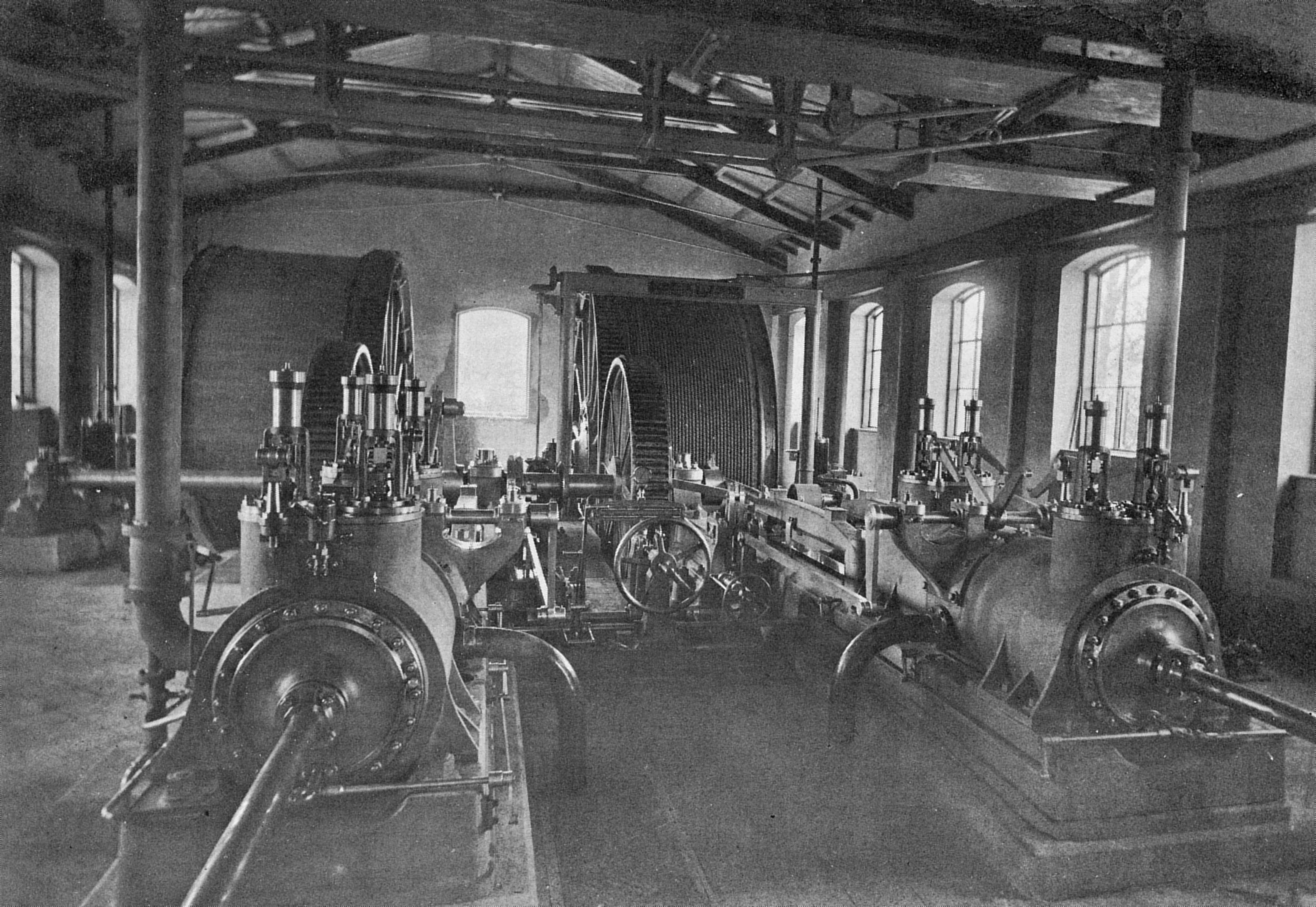
Maschinenraum mit Dampfmaschine (1873)
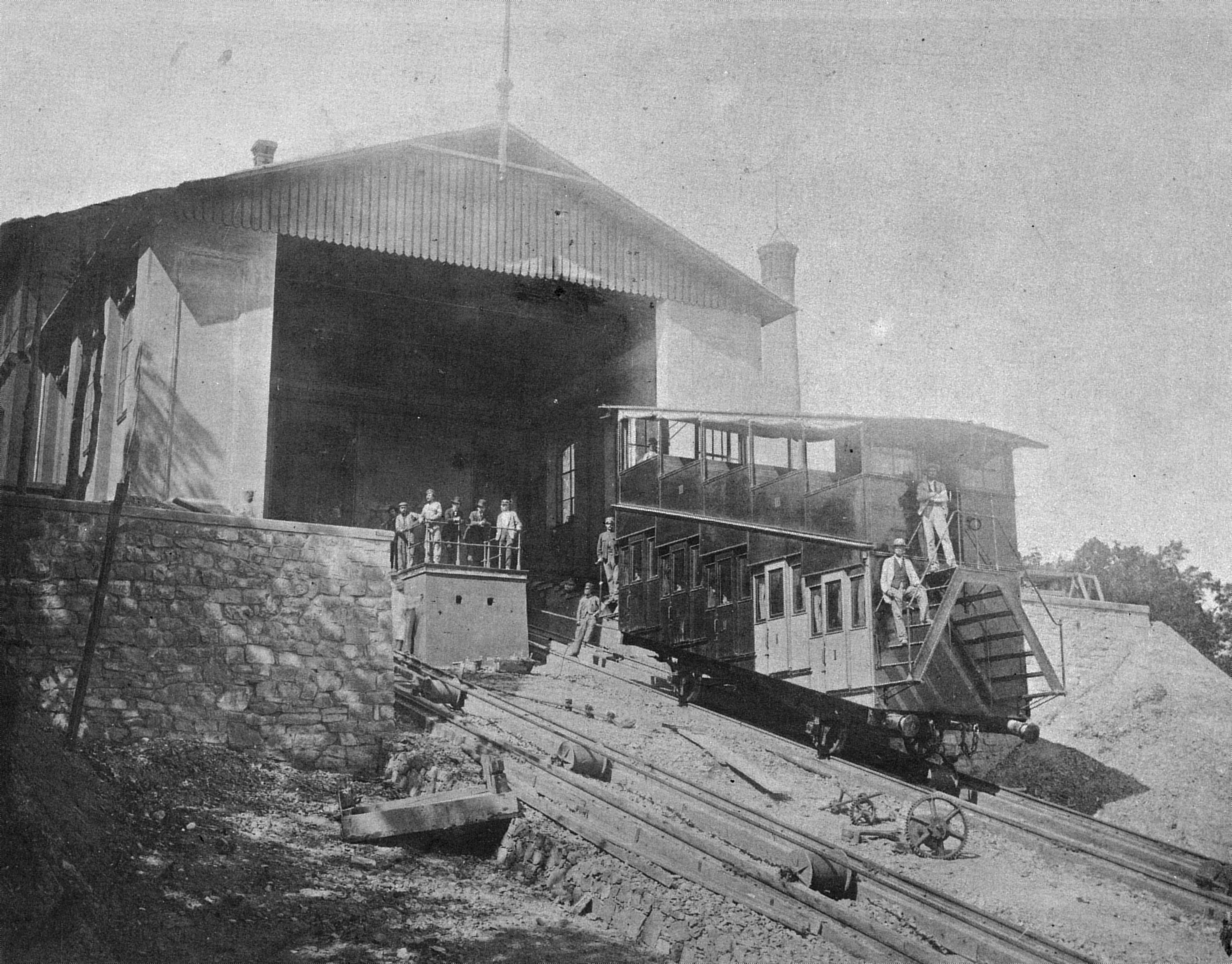
Bergstation mit Wagen
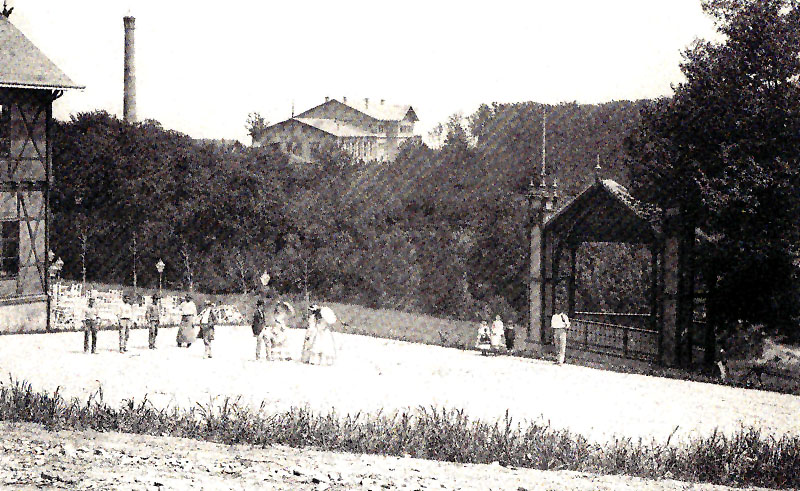
Blick auf die Bergstation mit Kesselhaus vom Kahlenberg
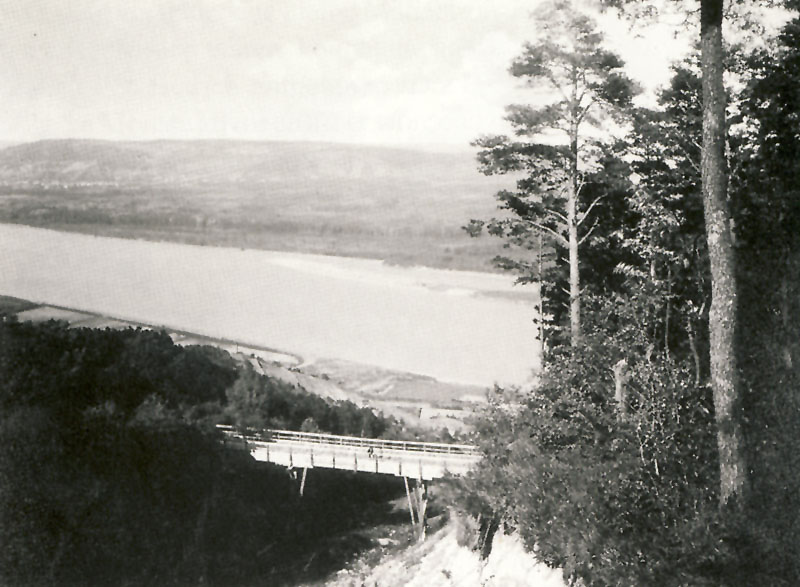
Die Trasse nach dem Abbau der Gleise (ca. 1880)
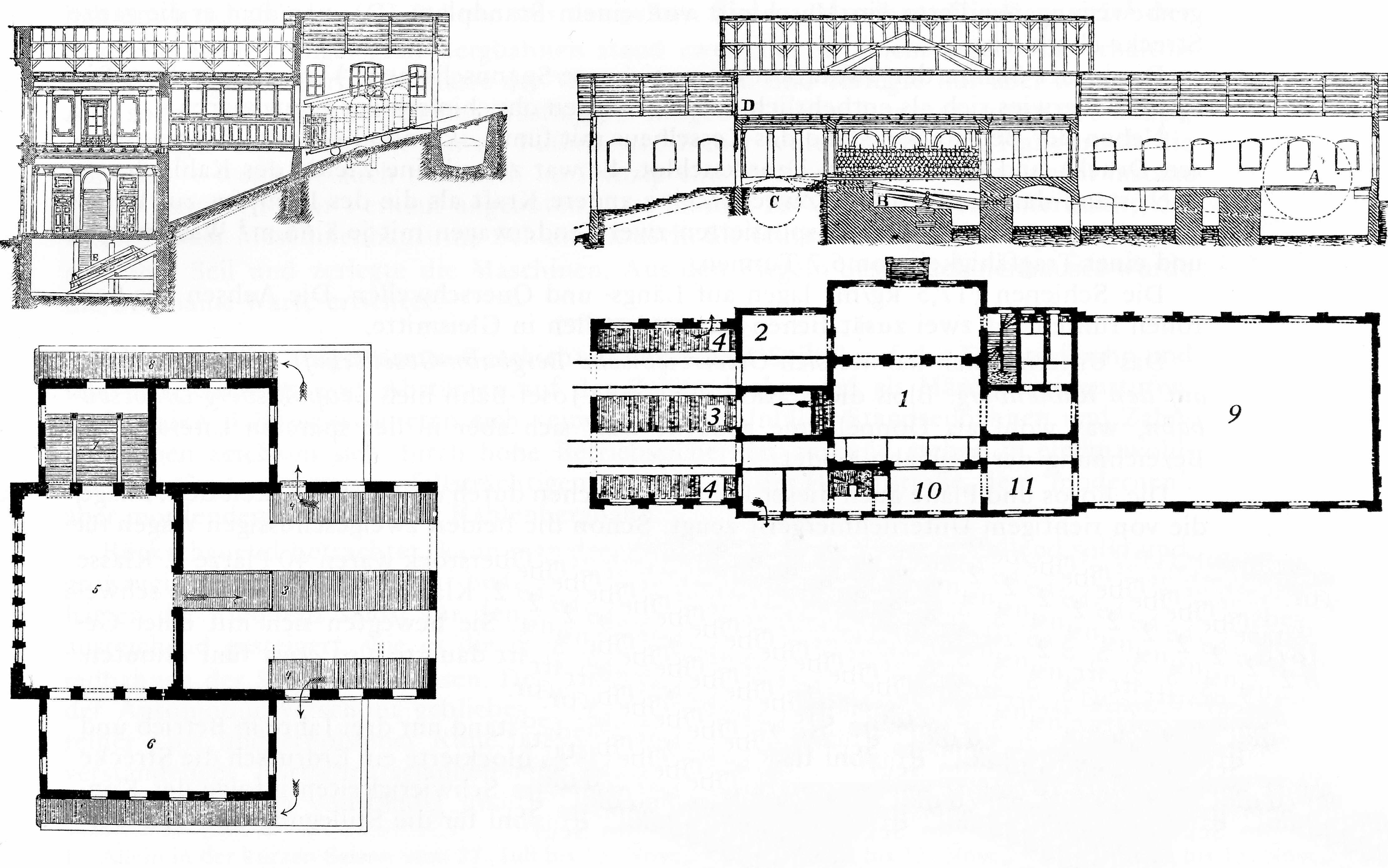
Plan von Tal- und Bergstation